# Колониална империя
Колониалната империя като терминологично понятие е продукт на Западноевропейското и най-вече Иберийското цивилизационно католическо развитие в периода след Великите географски открития. Колониалната империя се състои от метрополия и отвъдморски (отвъдокеански) колонии.
Колониалните империи възникват под въздействие на многообразни и разнопосочни фактори в развитието на западноевропейското и иберийско общество. Сред тях определящи са търсенето на нов търговски път към Индия следствие от затварянето на средновековните морски и сухоземни пътища от Османската империя, ренесансовата култура с нейния стремеж към изследване и опознаване на извънхристиянския средновековен свят, развитието на обществено-икономическите отношения и средствата за производство.
През 16 век следствие от Великите географски открития и засилващия се процес на колонизация на отвъдморските територии се сключва Иберийски съюз под егидата на папата за подялба на света на региони на влияние между Испанската и Португалска империя. През следващите 17 и 18 век в резултат от войните за испанското наследство и разгрома на Непобедимата армада от английския кралски флот, Испанската, а с нея и Португалската империя и колониална система навлизат в период на упадък за сметка на новите морски велики сили – Нидерландия, Англия и Франция, които от своя страна създават Холандска, Британска и Френска колониална империя. През 19 век Британската империя е най-голямата позната в човешката история империя, като същевременно е и Първа велика морска сила, чиято щафета през 20 век е поета от САЩ.

## Колониални империи
- Испанска империя
- Португалска империя
- Английски отвъдморски притежания (1583 до 1707)
- Британска империя (след 1707 г. – с Британски задморски територии)
- Датска колониална империя
- Шведска колониална империя
- Холандска империя
- Френска колониална империя
- Германска колониална империя (1883 до 1919)
- Италианска империя
- Американска империя /извъневропейска/
- Белгийска колониална империя
- Японска империя /извъневропейска/

В геополитически противовес на т.нар. западноевропейски колониални империи е Руската империя, която се разраства на изток към Азия и Америка (Аляска) през Сибир и е сухоземна. В Далечния изток регионална геополитическа сила през този период е Японската империя, което води до геополитически сблъсък завършил с Руско-японската война.
През втората половина на 20 век започва разпадането на колониалната система. На 14 декември 1960 година по инициатива на СССР е приета Декларация за предоставяне на независимост на колониалните страни и народи от общото събрание на ООН, който акт символично бележи началото на разпада на колониалните империи.